# Piotr Zaborowski (aktor)

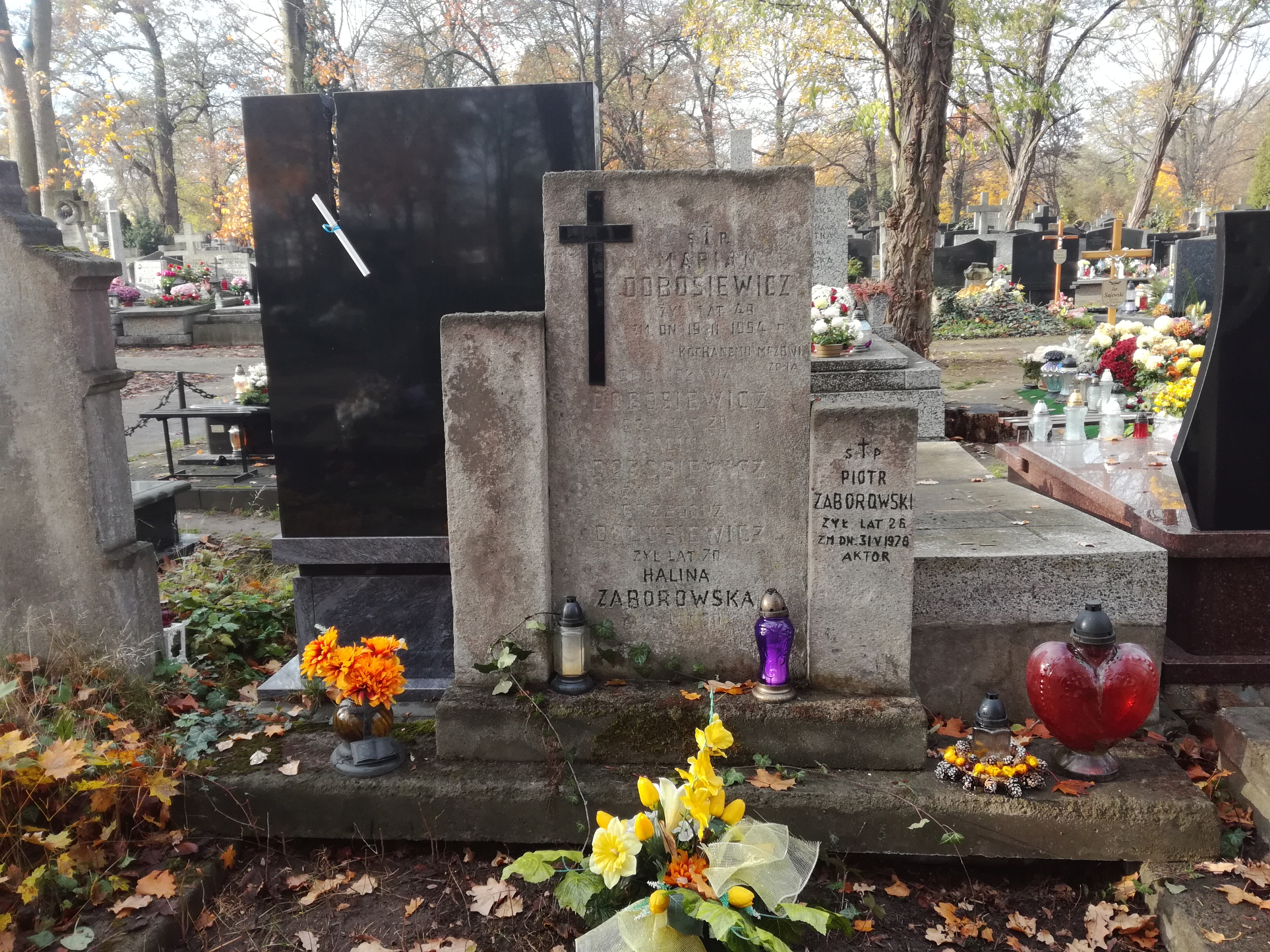
Grób Piotra Zaborowskiego na cmentarzu Bródnowskim

Piotr Zaborowski (ur. 5 listopada 1950 w Warszawie, zm. 31 maja 1978 tamże) – polski aktor.

## Życiorys
W wieku 18 lat zetknął się ze Studenckim Teatrem Satyryków, gdzie był zaangażowany w kilku przestawieniach. Po ukończeniu szkoły średniej rozpoczął studia w Państwowej Wyższej Szkole Teatralnej. W 1974 obronił dyplom i otrzymał angaż w Teatrze Powszechnym w Warszawie, gdzie grał do końca życia. Po 1976 zaangażował się w działalność Komitetu Obrony Robotników. Pochowany na cmentarzu Bródnowskim w Warszawie (kwatera 25F-3-30/31).